# São Jorge de Arroios
São Jorge de Arroios era una freguesia portuguesa del municipio de Lisboa, distrito de Lisboa.

## Historia
Fue suprimida el 8 de noviembre de 2012, en aplicación de una resolución de la Asamblea de la República portuguesa al unirse con las freguesias de Anjos y Pena, formando la nueva freguesia de Arroios.

## Patrimonio
- Cruzeiro de Arroios
- Palacio Sotto Mayor, sede social del Metropolitano de Lisboa
- Cinema Império